# Aiii Shot the DJ
Az Aiii Shot the DJ a német Scooter együttes 2001-ben megjelent második kislemeze a We Bring the Noise! című albumukról. A szerzemény az albumon hallható "I Shot The DJ" jelentős mértékben módosított változata, oly mértékben, hogy gyakorlatilag két különböző számról beszélhetünk. A dalszövegben számtalan utalás történik Sascha Baron Cohen humorista Ali G nevű kitalált figurájára, aki az éppen ekkoriban megjelent Ali G Indahouse című film főszereplője is volt.

## Számok listája
1. Radio Version – 03:30
2. Extended Version – 04:52
3. Bite The Bullet Mix – 06:38

A kislemez része volt a multimédia szekcióban a videoklip is. Alternatív, egyszerűbb borítóval ugyanez a változat megjelent promóciós kiadásban is, ehhez egy fluoreszkáló Scooter-logót ábrázoló matricát mellékeltek.

### Vinyl verziók
- A1: Aiii Shot the DJ (Bite the Bullet Mix)
- B1: Aiii Shot the DJ (Extended)

Japánban több más számmal együtt került bakelitlemezre, ahol tévesen "I Shot The DJ" néven szerepel.

## Más változatok
Ahogy arra már utalás történt, "I Shot The DJ" címmel a "We Bring The Noise!" című albumon egy teljesen más változat kapott helyet. Ennek az albumnak a "20 Years of Hardcore Expanded Edition" változatán tévesen "Aiii Shot The DJ"-nek írják ezt a dalt is.
2001. július 24-én, már a kislemez megjelenése előtt nem sokkal megjelent egy "I Shot The DJ / Devil Drums" bakelit, amely azonban lényegében megegyezik a "Bite The Bullet Club Mix"-szel.
Rádiós promóciós célokra kizárólag belső terjesztésre, CD-R lemezre írva készült egy 3 és fél perces, "Clubmix Shortcut" névre hallgató változat.
Élőben játszott változata szerepel a 2002-es "Encore - Live and Direct" koncertlemezen.
Ugyancsak 2002-ben felkerült egy élőben rögzített változata a "Push The Beat For This Jam" válogatáslemezre. Megkurtítva helyet kapott a 24 Carat Gold című válogatáslemezen is.
A 2006-os hamburgi koncertfellépésükön rögzített élő változat felkerült a The Ultimate Aural Orgasm album limitált kiadására.
2008-ban a berlini Spandauban rögzített fellépésükön a dal egy medleyben hangzott el.
2009-ben Andreas Dorau készítette el a dal saját változatát, amely a Hands On Scooter kiadványon is helyet kapott.
A dal alkalmanként fel szokott bukkanni koncerteken is.

## Videoklip
A klip a Hóbortos hétvége című vígjátékra hasonlító történettel bír, melynek forgatásán részt vett a híres német komikus, Helge Schneider is. A Scooter tagjai egyszerű takarítókat alakítanak, akik egy üveg pezsgő kinyitása közben véletlenül fejbelövik a dugóval DJ Helgét, a világhírű DJ-t. Mikor megtalálják nála a milliókat érő szerződést, elhatározzák, hogy nem hozzák a világ tudtára a halálhírét, hanem ők mozgatják a halott DJ-t, és világsikerre törnek.

## Közreműködtek
- H.P. Baxxter a.k.a. The Rhyme Driller (szöveg)
- Rick J. Jordan (HPV, zene)
- Axel Coon (zene)
- Jens Thele (menedzser)
- Patric Ullaeus (a videoklip rendezője)
- Jan 2 Benkmann (fényképek)
- Marc Schilkowski (borítóterv)
- Helge Schneider (DJ Helge, videoklip)